# Game (Perfume-album)
A Game a japán Perfume technopop együttes második nagylemeze. Kétszeres platinalemez lett, és az első összeállítás-albummal szemben teljesen új számokból áll.
2008. április 16-án jelent meg CD-n és CD+DVD csomagként.

## Számok listája

### CD
1. Polyrhythm (ポリリズム?) – 4:09
2. Plastic Smile – 4:36
3. Game – 5:06
4. Baby Cruising Love – 4:41
5. Chocolate Disco (チョコレイト・ディスコ?) – 3:46
6. Macaroni (マカロニ?) – 4:39
7. Ceramic Girl (セラミックガール?) – 4:34
8. Take Me Take Me – 5:28
9. Secret Secret (シークレットシークレット?) – 4:57
10. Butterfly – 5:41
11. Twinkle Snow Powdery Snow – 3:49
12. Puppy love – 4:32

### DVD
1. Polyrhythm (Live at Liquidroom Nov. 8 ’07)
2. Seventh Heaven (Live at Liquidroom Nov. 8 ’07)
3. Macaroni (Original Version)
4. Ceramic Girl (Drama Another Version)
5. Macaroni (A-csan Version)
6. Macaroni (Kasijuka Version)
7. Macaroni (Noccsi Version)

## Fordítás
- Ez a szócikk részben vagy egészben a Game (Perfume album) című angol Wikipédia-szócikk ezen változatának fordításán alapul.  Az eredeti cikk szerkesztőit annak laptörténete sorolja fel. Ez a jelzés csupán a megfogalmazás eredetét és a szerzői jogokat jelzi, nem szolgál a cikkben szereplő információk forrásmegjelöléseként.